# Kénorganikus vegyületek
A kénorganikus vegyületek a szerves vegyületek azon családja, amelyekben a szerves molekula egy vagy több szénatomjához kénatomok kapcsolódnak kovalens kötéssel.
Kéntartalmú funkciós csoportok rendkívül széles palettája ismeretes. A kénorganikus vegyületek egy része a megfelelő oxovegyületből származtatható.
Néhány gyakori vegyülettípus:
R−OH alkohol
R−SH tiol
R−O−R’ éter
R−S−R’ tioéter v. szulfid
R−O−O−R’ peroxid
R−S−S−R’ diszulfid

## Fizikai tulajdonságok
A kéntartalmú vegyületek fizikai jellemzői jelentősen eltérnek a megfelelő oxigéntartalmú analógétól.
Az analóg szerkezetek közül az oxigéntartalmú vegyület a kéntartalmúhoz képest jóval magasabb hőmérsékleten forr (illetve olvad), amennyiben lehetőség van a molekulában hidrogén-híd kötés kialakítására. Ennek oka, hogy az oxigénatomokkal ellentétben a kénatomok nem alakítanak ki hidrogén kötéseket. Ha egyik származék molekulái között sem tudnak hidrogén hidak kialakulni, abban az esetben a kéntartalmú származék olvad ill. forr magasabb hőmérsékleten.
| H2O           | 100 °C   | H2S           | −62 °C           |
| CH3CH2OH      | 78 °C    | CH3CH2SH      | 37,3 °C          |
| CH3CH2CH2OH   | 97,8 °C  | CH3CH2CH2SH   | 67 °C            |
| CH3OCH3       | −23,7 °C | CH3SCH3       | 37,3 °C          |
| CH3CH2OCH2CH3 | 34,6 °C  | CH3CH2SCH2CH3 | 92 °C (754 torr) |

## Savi jelleg
Mint ahogy a kéntartalmú vegyületek széles tárháza ismert, úgy a különböző kéntartalmú vegyületek sav-bázis karakterisztikája is széles határok között változik.
Szulfonsavak R−SO3H
Formális levezetés: kénsav egyik -OH csoportjának alkilcsoporttal történő helyettesítésével.
Savi erősség: kénsav erősségű savak (pKs ~ −3 nagyságrendű), ezért laboratóriumi szintézisek során protonforrásként alkalmazzák. Ez különösen akkor fontos, ha kerülni kell a kénsav használatát annak oxidáló tulajdonsága miatt.
Merkaptánok (tiolok) R−SH
A kénatom az oxigénatomhoz képest nagyobb mértékben csökkenti a szénatom, ill. a hidrogén elektronsűrűségét. Így a tiolok esetében erősebb a savi jelleg, mint az alkoholok esetében. A tiolok több nagyságrenddel erősebb protonsavak az alkoholoknál, és a víznél is.

## Kémiai reakciók
Nukleofil szubsztitúció
Mivel a tiolok az alkoholoknál nagyságrendekkel erősebb savak, így a konjugált bázis pedig nagyságrendekkel gyengébb bázis.
Ennek megfelelően a tiolok lúgos közegben alkohollá alakulnak.
{\displaystyle \mathrm {R{-}SH+NaOH\rightarrow R{-}OH+NaHS} }
Azonban az SH- ion még mindig elég erős bázis ahhoz, hogy gyenge bázicitású csoportokat (például halogéneket) tartalmazó szerves molekulán szbsztituens cserét hajtson végre.
{\displaystyle \mathrm {R{-}Cl+NaHS\rightarrow R{-}SH+NaCl} }
A reakció merkaptánok előállítására használható.
Mivel a merkapto-csoport a hidroxilcsoportnál gyengébb bázis, a reakció az alkilhalogenid lúgos hidrolízisénél nehezebben játszódik le.
Elektrofil szubsztitúció
Általánosságban véve a kéntartalmú szerves vegyületeket, az elektrofil szubsztitúciós reakciók közül a legfontosabb a szulfonálás és a szulfatálás.
Szulfonálási reakciót leggyakrabban aromás gyűrűn hajtanak végre, leginkább egyéb funkciós csoportok későbbi kialakítása céljából.
{\displaystyle \mathrm {Ar{-}H+H_{2}SO_{4}\rightarrow Ar{-}SO_{3}H+H_{2}O} }
Szulfatálás, vagyis kénsav-észterek szintézise legnagyobb jelentőséggel a tenzidek, felületaktív anyagok, ioncserélő anyagok szintézisénél bír.
{\displaystyle \mathrm {R{-}OH+H_{2}SO_{4}\rightleftharpoons R{-}OSO_{3}H+H_{2}O} }

## A heteroatom izomériája
A kénatom esetében – ellentétben az oxigénnel – nem feltétlenül érvényesül szigorúan véve az oktett-elv.
Így a kénatom körül 2-nél több ligandum is előfordulhat.
Amennyiben a kénatomhoz három eltérő csoport kapcsolódik, a vegyület optikai aktivitást mutat (enantiomerek).
Így például a vegyes szulfoxidok kénatomja egy királis heteroatom, optikai izoméria jelensége lép fel.